# Järise järv
Järise järv (järv betyder "sø" på estisk) er en sø beliggende i Järise küla, Mustjala vald, Saaremaa i Estland.
Søen er beliggende ved foden af Saaremaas vestlige højland, 31,8 m over havet. Søens areal er 96,4 ha. Søen er 2,2 km lang og 800 m bred. Den gennemsnitlige dybde er 0,7 m, den største dybde er 1,4 m. Søens nedbørsopland er 11,1 km2, tilstrømning sker via Hiie oja (oja=bæk).
Der er næsten ingen vegetation i søen i den østlige del. I de sydlige og vestlige dele af den findes 14 arter af makrofytter.
Af fisk dominerer skalle og aborre mens gedde og knude findes i mindre mængder. Endvidere er fanget karusser.
Søen er ikke særskilt fredet men indgår i Lääne-Eesti saarestiku biosfäärikaitseala (Vest-Estlands ølandskabs biosfærebeskyttelsesområde).

58°29′49″N 22°24′31″Ø / 58.49694°N 22.40861°Ø